# Unteres Schloss (Talheim)

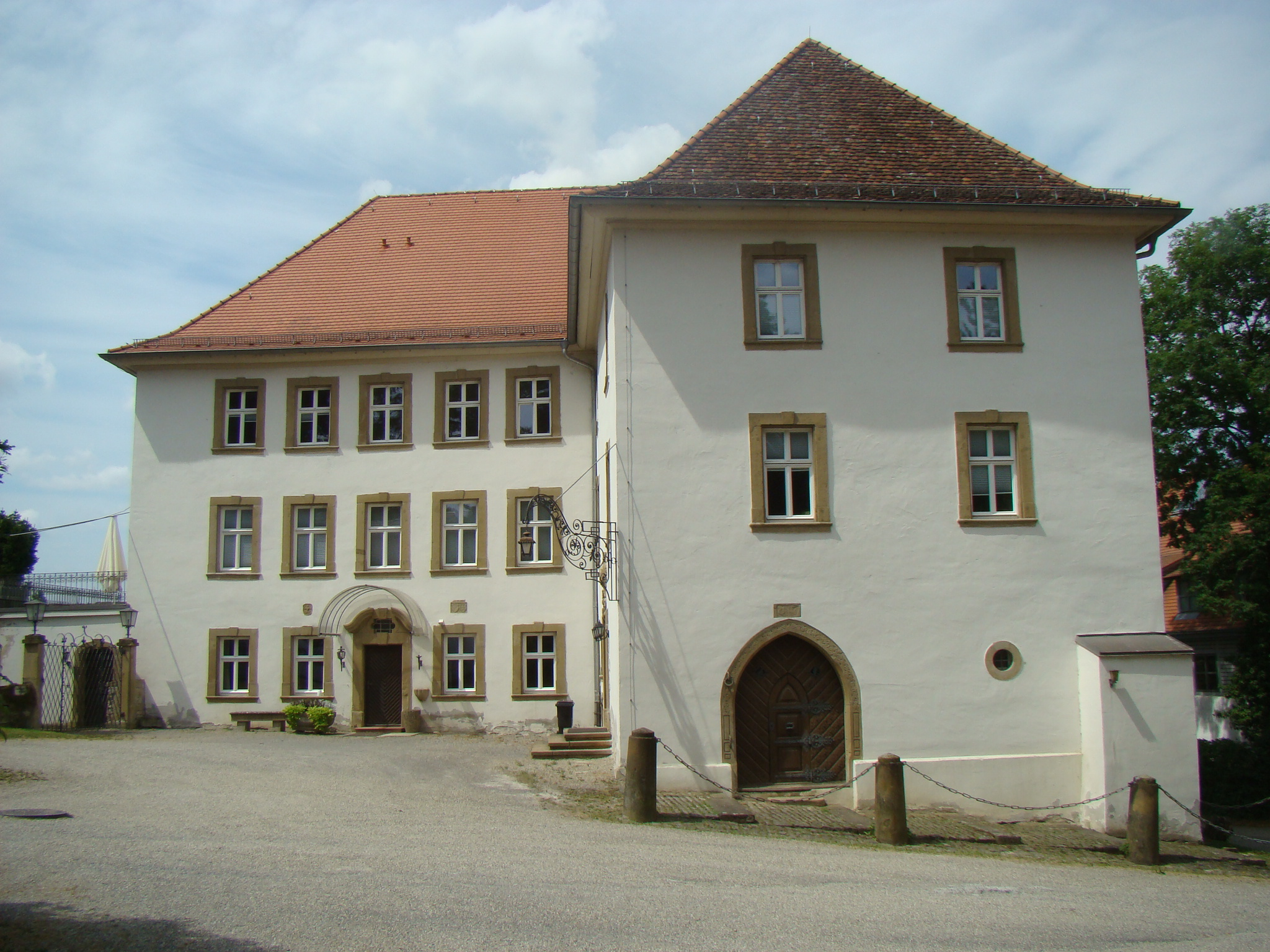
Unteres Schloss in Talheim

Das Untere Schloss in Talheim im Landkreis Heilbronn im nördlichen Baden-Württemberg ist ein historischer Herrensitz, der aus einer der drei mittelalterlichen Burgen des Ortes hervorgegangen ist. Die Anlage befindet sich seit 1985 im Besitz der Gemeinde Talheim und wird gegenwärtig von dieser als Kinderkrippe genutzt.

## Geschichte
In Talheim, dessen Besitz im Mittelalter auf verschiedene Ganerbenanteile verteilt war, bestanden einst drei Burgen: Die Obere Burg direkt nördlich oberhalb des Ortes sowie weiter nördlich, am heutigen nördlichen Ortsrand auf einem Bergvorsprung oberhalb des Schozachtals nebeneinander die Burg Ehrenberg und die Untere Burg. 
Aufgrund romanischer baulicher Charakteristika wird die Entstehung der Unteren Burg auf die Zeit der Staufer datiert. Ihre Erbauer und frühen Bewohner sind unbekannt. Erstmals erwähnt wurde die Anlage 1415, als Swigger Sturmfeder die Hälfte der Anlage Graf Eberhard III. von Württemberg zu Lehen auftrug und 1417 damit belehnt wurde. Die andere Hälfte blieb Sturmfederscher Allodialbesitz. 1453 erhielt Hans von Frauenberg, der Gatte der Ursula Sturmfeder, das Lehen. 1518 erwarb Eberhard von Frauenberg auch die Sturmfedersche Hälfte. Wegen des einstigen Besitzes der Herren von Frauenberg wird die Anlage auch als Frauenbergsches Schlösschen bezeichnet. Über die Herren von Sperberseck und die Freiherren von Racknitz kam die Anlage an die Freiherren von Gemmingen. 
Durch den Direktor des Ritterkantons Kraichgau, Philipp von Gemmingen (1702–1785), Gatte einer geborenen von Racknitz, wurde das Untere Schloss 1766/67 im Stil des Barock erneuert. Über dem Haupteingang ist ein Gemmingen-Racknitzsches Allianzwappen aus der Zeit dieses Umbaus erhalten. Bei dem Umbau wurden die letzten noch erhaltenen Steine der benachbarten, seit dem 17. Jahrhundert als Steinbruch genutzten Burg Ehrenberg abgetragen, deren Grundfläche daraufhin im Schlosspark des Unteren Schlosses aufging. 
1833 erwarb die Familie Gilmer das Anwesen und bewohnte es bis nach dem Zweiten Weltkrieg. Der Schlosspark wurde um 1900 durch die Familie Gilmer in seiner heutigen Form umgestaltet. Darin befindet sich eine Gartenlaube mit Säulen aus der Heilbronner Kilianskirche sowie eine Quellenstube, in der mehrere Quellen gefasst sind.
1985 erwarb die Gemeinde Talheim das Anwesen und betrieb darin einen Kindergarten, später war das Gebäude zeitweilig an ein Unternehmen vermietet. Mittlerweile beherbergt es die Talheimer Kinderkrippe.

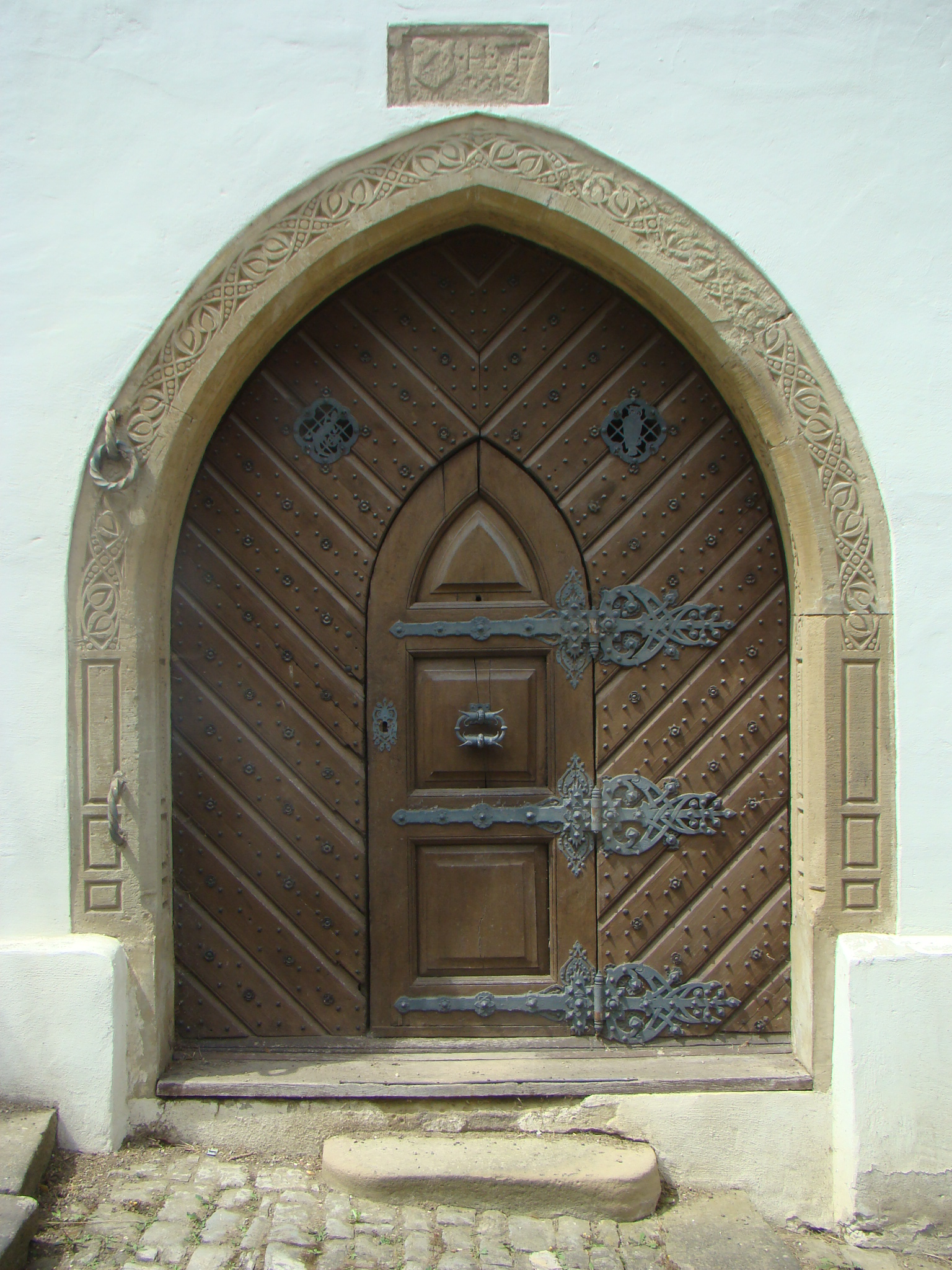
Seitenportal
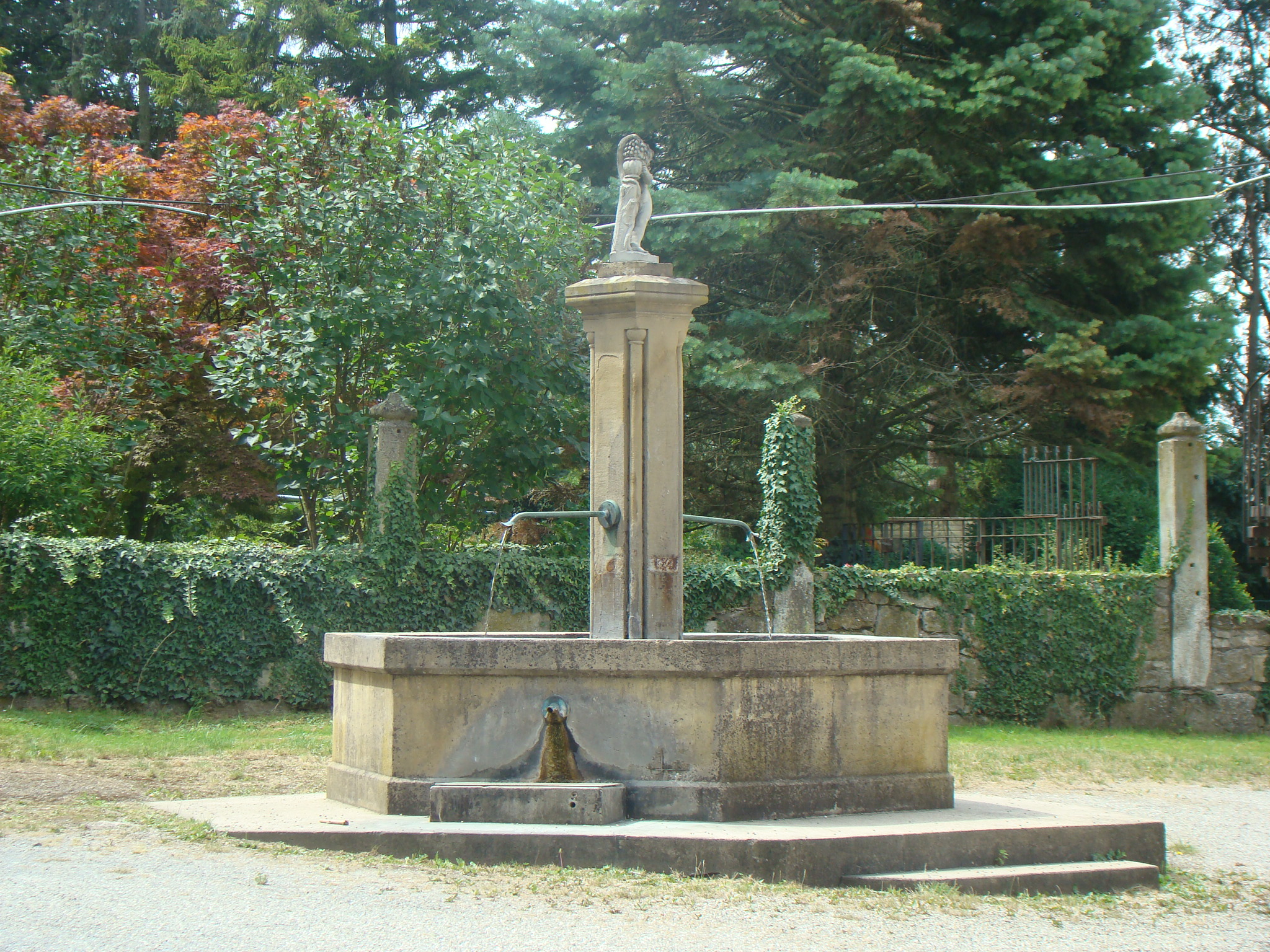
Schlossbrunnen